# Aeropuerto de Terrace
El Aeropuerto de Terrace (del inglés: Terrace Airport o Northwest Regional Airport) (IATA: YXT, OACI: CYXT) está ubicado a 3 MN (5,6 km; 3,5 mi) al sur de Terrace, Columbia Británica, Canadá. Este terminal también sirve a Kitimat, 56 km (35 mi) al sur.

## Aerolíneas y destinos
- Air Canada Jazz
  - Vancouver / Aeropuerto Internacional de Vancouver
- Hawkair
  - Vancouver / Aeropuerto Internacional de Vancouver
- Central Mountain Air
  - Smithers / Aeropuerto de Smithers
  - Prince George / Aeropuerto de Prince George
- Canadian North
  - Comox / Aeropuerto de Comox